# Đỗ Viễn
Đỗ Viễn (chữ Hán: 杜遠; bính âm: Du Yuan) là một nhân vật hư cấu trong tiểu thuyết lịch sử Tam Quốc diễn nghĩa của nhà văn La Quán Trung, trong tiểu thuyết này Đỗ Viễn xuất hiện tại hồi thứ 27 và được giới thiệu là dư đảng của quân Khăn Vàng, đồng bạn của Liêu Hóa và đang làm sơn tặc. Đỗ Viễn cướp bóc đoàn xe của Quan Vũ khi ông này đang tìm về với Lưu Bị và định giở trò với hai vị phu nhân nhưng đã bị Liêu Hóa giết chết.

## Câu chuyện
Đỗ Viễn không được mô tả trực tiếp trong tiểu thuyết này mà được hình dung thông qua lời kể lại của Liêu Hóa, hai vị Phu nhân và những người tùy tòng. Theo đó, Đỗ Viễn là dư đảng của Khăn vàng và là bạn của Liêu Hóa, nhân thời loạn, lưu lạc giang hồ, hai người tụ tập được hơn năm trăm người, cướp bóc kiếm ăn. Khi Quan Vũ hộ tống đoàn xe của hai vị phu nhân tìm về với Lưu Bị, vì có việc nên phải đi trước, đoàn xe đi theo sau. Lúc này Đỗ Viễn xuống núi tuần tiễu, gặp đoàn xe liền cướp phải hai vị phu nhân đem lên núi.
Đỗ Viễn cướp hai phu nhân đem lên núi, định chia với Liêu Hoá mỗi người lấy một bà làm vợ. Liêu Hoá hỏi căn do mới biết là phu nhân của Lưu hoàng thúc nhà Đại Hán và lại nghe có Quan Vũ đi hộ tống, khi đã biết rồi, ông này có bụng kính nể liền khuyên can Đỗ Viễn và muốn đưa ngay hai phu nhân xuống núi, nhưng Đỗ Viễn không nghe, lại "ăn nói càn dỡ" nên Liêu Hoá giết đi và đem đầu lại nộp cho Quan Vũ. Hai phu nhân cũng xác nhận rằng: "May nhờ Liêu tướng quân cứu cho, chớ không thì đã bị Đỗ Viễn nó làm nhục rồi".